# Minervino Murge
Minervino Murge é uma comuna italiana da região da Puglia, província de Barletta-Andria-Trani, com cerca de 10.156 habitantes. Estende-se por uma área de 257 km², tendo uma densidade populacional de 40 hab/km². Faz fronteira com Andria, Canosa di Puglia, Lavello (PZ), Montemilone (PZ), Spinazzola.

## Demografia
| Variação demográfica do município entre 1861 e 2011                               |
|                                                                                   |
| Fonte: Istituto Nazionale di Statistica (ISTAT) - Elaboração gráfica da Wikipedia |